# Die Sterne (Zeitschrift)
Die Sterne – Zeitschrift für alle Gebiete der Himmelskunde wurde 1921 von Robert Henseling (1883–1964) als Mitteilungsblatt des Bundes der Sternfreunde in Stuttgart gegründet und ab 1923 von Potsdam aus herausgegeben. Ab dem 6. Jahrgang (1926) bis zum letzten selbstständigen Heft 6/1996 erschien die Zeitschrift im Johann Ambrosius Barth Verlag, Leipzig/Heidelberg/Berlin. Nach 75 Jahrgängen wurde Die Sterne zum 1. Januar 1997 mit der ebenfalls monatlich in Heidelberg erscheinenden Zeitschrift Sterne und Weltraum vereinigt und verlor dabei ihren Namen. Bereits 1927 hatte Die Sterne ihrerseits die Zeitschrift Sirius. Rundschau der gesamten Sternforschung für Freunde der Himmelskunde und Fachastronomen. integriert.
Ein Artikel über die Geschichte der traditionsreichen Zeitschrift Die Sterne – von der Gründung bis zur Vereinigung mit Sterne und Weltraum – findet sich in Sterne und Weltraum, 1/1997, S. 16 f.

## Herausgeber
- 1921–1932 Robert Henseling, Astronom, Autor populärwissenschaftlicher Astronomie-Bücher
- 1933–1936 Hermann Brück, Astronom, und Rolf Müller, Astronom
- 1937–1943 Rolf Müller und Heribert Schneller, Astronom
- 1948–1950 Harald von Klüber, Sonnenphysiker
- 1951–1967 Cuno Hoffmeister, Geophysiker, Astronom
- 1968–1982 Hermann Lambrecht, Astronom
- 1983–1992 Johann Dorschner und Joachim Gürtler, Astrophysiker
- 1993–1996 Hans Oleak, Astrophysiker